# كيث ماسون (محامي)
كيث ماسون (بالإنجليزية: Keith Mason)‏ هو قاضٍ ومحامٍ أسترالي، ولد في 18 فبراير 1947.